# Игнатий (патриарх Московский)
Игна́тий (не позднее 1560, возможно, Кипр — 1640, Вильно) — православный церковный иерарх греческого происхождения, был избран и поставлен на архиерейском соборе в 1605 году Патриархом Московским и всея Руси при царе Лжедмитрии I. В 1606 году Игнатий, как простой монах, Василием Шуйским был заточён в Чудов монастырь. В марте  1611 года боярское правительство низложило Гермогена и вернуло Игнатия на Патриарший престол. Спустя менее года, в декабре 1611 года, Игнатий уехал из России, позже принял унию с католицизмом. Собор в Москве, созванный Патриархом Филаретом в октябре 1620 года, Игнатий был лишён Патриаршего сана и был проклят; это постановление осталось не пересмотренным на Большом Московском Соборе 1666—1667 годов, отменившем ряд решений Собора 1620 года.

## Биография
Родился не позднее 1560 года, возможно, на острове Кипр, тогда под властью Венецианской республики. Василий Ульяновский опровергает кипрское происхождение Игнатия и считает, что он родился в 1540 году.
Был епископом на Кипре (какую именно кафедру занимал — неизвестно), но турками был вынужден бежать оттуда и поселился на некоторое время в Риме. По свидетельству Арсения Элассонского, изначально он был епископом города Эриссо (у перешейка полуострова Афон; судя по всему, имеется в виду греческий город Иерисос) и Святой горы Афон.
Прибыл в Москву в 1595 году в составе миссии Константинопольского патриархата и остался в России. Принимал участие в коронации Бориса Годунова.
Прожив несколько лет в России и, наверное, сумев показать себя дельным архиереем, твёрдым в Православной вере, в 1602 году Игнатий назначается Патриархом Иовом митрополитом Рязанским и Муромским. Эта кафедра была вакантна после смерти 17 февраля 1601 года митрополита Варлаама. Рязанская епархия занимала в начале XVII века обширную территорию, и ее руководители играли важную роль в жизни Русской православной церкви. Сведений о деятельности Игнатия в Рязани нет.
После смерти Бориса Годунова, как и большая часть иерархов Русской церкви, примкнул к сторонникам Лжедмитрия. Игнатий первый из архиереев в июне 1605 года выехал в Тулу навстречу самозванцу, признал его и приводил к присяге царю «Дмитрию Ивановичу» народ в Туле. Вместе с самозванцем парадно вступил в Москву, и ему как патриарху предносили посох и крест. Через четыре дня по вступлении (24 июня), по совету Лжедмитрия был созван Собор епископов. Собор возвёл Игнатия в патриархи (по свидетельству Арсения Элассонского — единогласно) вместо Иова, который, якобы согласно составлявшим Собор архиереям, ввиду старости и слепоты не мог управлять паствою. Иов был сослан в Старицкий монастырь.
30 июня Игнатий разослал окружную грамоту, в которой всем церквам предписывалось петь торжественные молебны о здравии «Димитрия Иоанновича» и его матери инокини Марфы.
Короновал Лжедмитрия I и венчал его с Мариной Мнишек, присоединив её через миропомазание к православию.
После убийства Лжедмитрия и провозглашения царём Василия Шуйского, 26 мая 1606 года по распоряжению Василия Шуйского Игнатий был лишён сана (не только патриаршего, но и епископского) и заточён в Чудов монастырь как простой монах. Согласно свидетельству архиепископа Арсения Элассонского, лишение патриаршества Игнатия произошло без какого-либо законного расследования.
Так как попытка быстро избрать нового патриарха не увенчалась успехом (Гермоген был избран на Соборе только 3 июля), Василий Шуйский венчался на царство митрополитом Исидором 1 июня 1606 года вообще без патриарха. На этом же Соборе был признан виновным Игнатий, единственным обвинением в его адрес на Соборе было отсутствие «священных рукоположений» при интронизации. Борис Успенский и Михаил Желтов объясняют это обвинение следующим образом: на Руси с середины XV века до середины XVII века существовала традиция, согласно которой, если епископа возводили в митрополиты или патриархи, то над ним совершали повторную архиерейскую хиротонию, богословски и канонически неоправданную. Отсутствие повторной хиротонии и есть отсутствие «священных рукоположений» в формулировке Собора 1606 года.
В сочинении «Известие о начале патриаршества в России», составленном при патриархе Филарете, изданном в 1619 году, в качестве причины низвержения указано: потому, что он был поставлен «от неправедного царя».
После заточения в 1611 году в Чудов монастырь патриарха Гермогена, Игнатий был освобождён при семибоярщине, возвращён на престол и действовал вместе с боярами, сторонниками Владислава IV. Совершил литургию в день Пасхи (24 марта 1611 года) в Кремле.
По сообщению Арсения Элассонского, 27 декабря 1611 года (митрополит Макарий (Булгаков) на основании грамоты, посланной 5 октября боярами к Сигизмунду, считает, что не позднее октября 1611 года) Игнатий, зная каноническую фальшивость своего положения, покинул Москву вместе с войском Ходкевича, намереваясь отправиться к великому королю Сигизмунду III в Речь Посполитую. Игнатий взял с собой многие драгоценнейшие предметы: золото, серебро и весьма много жемчуга. Оставив войско Ходкевича, который не стремился уходить из Руси, Игнатий попытался самостоятельно достичь границы. По дороге Игнатий и его спутники были ограблены русскими воинами и почти нагими и лишёнными всего бежали в Польшу. Близ Смоленска Игнатий был задержан польскими жолнерами, которые доставили его в ставку короля Сигизмунда III. Игнатий поселился в Троицком монастыре в Вильно, находившемся тогда во власти униатов. Архимандрит Иосиф Вельямин Рутский убеждал Игнатия принять унию, давая ему читать книги на греческом языке. Игнатий написал письмо папе римскому, в котором выразил готовность повиноваться понтифику, но решено было сохранять это в тайне. В депеше папского нунция от 8 августа 1612 года речь шла о направлении папой надёжных людей, которых в дальнейшем Игнатий поставил бы архиереями и которые могли бы организовать семинарию для обучения молодёжи в духе униатства.
6 ноября 1612 года Сигизмунд III прибыл в пределы Руси с сыном своим Владиславом, с войском и многими шляхтичами; вместе с ним прибыл патриарх Игнатий и многие русские бояре. Они думали, что в Москве находится польский гарнизон. Целью Сигизмунда было коронование сына своего Владислава царём Москвы и всей Руси. Однако ранее, 26 октября 1612 года, поляки сдались и покинули Кремль, а 27 октября 1612 года Второе народное ополчение торжественно вступило в столицу. Сигизмунд III отказался от своей затеи и возвратился в Речь Посполитую, вместе с ним возвратился в Речь Посполитую и патриарх Игнатий.
После возвращения Игнатия в Речь Посполитую он открыто принял униатство. В 1615 году король Сигизмунд пожаловал на содержание его дворец, принадлежавший Витебской архиерейской кафедре.
На Соборе, созванном в Москве 16 октября 1620 года под председательством патриарха Филарета, Игнатию было поставлено в вину, что он не крестил по-православному, а только миропомазал Марину Мнишек, венчал её со Лжедмитрием и допустил их к причащению:

Патр. Игнатий, угождая еретикам латинской веры, в церковь соборную Пр. Владычицы нашея Богородицы введе еретическия папежския веры Маринку, святым же крещением совершенным христианского закона не крестил, но токмо единем св. миром помаза и потом венчал ю с тем росстригою и обоим сим врагом Божиим росстриге и Маринке подаде Пречистое Тело Христово и Св. Кровь Христову пити. Его же Игнатия за таковую вину священноначальницы великие св. церкве российские, яко презревшего правила св. апостол и св. отец, от престола и от святительства, по правилам святым, изринуша.— Карташёв А. В. Очерки по истории Русской Церкви. — Т. 2.
Отцы Собора подтвердили лишение его патриаршего сана.
Игнатий скончался, как традиционно считается, в 1640 году (возможно, в 1618—1619 годах) в Вильно и был погребён в Виленском Виленском Троицком монастыре. Согласно униатскому преданию, русские, взяв в 1655 году Вильно, вывезли останки Игнатия и Вельямина в Москву.

## Отношение к Игнатию
В исторических актах и грамотах первой четверти XVII века Игнатий именуется «великим господином патриархом Московским и всея Руси» или просто «патриархом», без обычной прибавки «святейший».
Василий Ульяновский на этом основании считает, что официальные обвинения против Игнатия начал Филарет Романов в 1619 году, когда последний вернулся из польского плена и был крайне враждебно настроен против поляков, католиков, униатов и всех неправославных. Около июля 1619 года было составлено официальное идеологическое произведение «Известие о начале патриаршества на России и о возведении на патриарший престол… Филарета Никитича», в котором Игнатий охарактеризован как «единомыслена… и ни в чём же противящася» Лжедмитрию I; вскоре возникла так называемая «Рукопись Филарета», в которой написано, что Игнатий «поколебася и з Гришею Ростригою соединився».
Так охарактеризовал отношение к Игнатию его современник голландский купец Исаак Масса в книге «Краткое известие о начале и происхождении современных войн и смут в Московии, случившихся до 1610 года»: родом грек, лукавый негодяй, содомит и распутник, которого ненавидел народ.
В грамоте патриарха Иосафа от 14 сентября 1634 года было указано: Игнатия патриарха его же церковь соборная проклинает, так и мы проклинаем. С этого времени имя Игнатия было исключено из синодиков (списка патриархов) и даже из синодиков Рязано-Муромской епархии как её архиепископа.
Несмотря на это, Патриарх Никон не исключал Игнатия из списка патриархов. В палатах Никона, в домовой церкви апостола Филиппа, как свидетельствует Павел Алеппский, среди портретов шести предшественников Никона был и Игнатий (у Алеппского — Герасим). Никон всегда поминал имя Игнатия в перечне Московских митрополитов и патриархов в Неделю Торжества Православия; после лишения сана на Большом Московском соборе и ссылки Никон писал боярину Зюзину: «И здесь в Москве невинного Патриарха отставили [то есть Игнатия], Ермогена возвели при жизни старого: и сколько зла сделалось».
Русский биографический словарь отмечает, что Игнатий не входит в общепринятые списки Московских Патриархов, и его обыкновенно называют лжепатриархом. Это обстоятельство объясняется тем, что он был поставлен от незаконного царя, Лжедмитрия I, хотя несомненно незаконным было лишь вторичное возведение Игнатия. Так писатель Н. Левитский считал, что Игнатий был лжепатриархом только во время его второго незаконного патриаршества.
Историк церкви митрополит Макарий (Булгаков) писал: «Достойно замечания, что, низлагая Игнатия, отцы Собора вовсе не упомянули о том, якобы он был поставлен неправильно и был незаконным архипастырем Русской Церкви, на что всего прежде следовало бы указать при его низложении. И есть несомненные свидетельства, что Игнатия считали современники патриархом, а не лжепатриархом, хотя и признали потом еретиком».
Руф Гаврилович Игнатьев писал об Игнатии: "Православная греко-российская церковь отвергла его, как «лжепатриарха»: имя его не стоит в церковных памятниках рядом с именем всероссийских патриархов; между портретами их в древнем московском теремном дворце нет «лжепатриарха».